# Bahnstrecke Westfield–Holyoke
| Streckenlänge: | 16,61 km                |                                            |                                            |
| Spurweite: | 1435 mm (Normalspur)    |                                            |                                            |
| Zweigleisigkeit: | –                       |                                            |                                            |
| |                         |                                            |                                            |
| Gesellschaft: | Pioneer Valley Railroad |                                            |                                            |
| \| \| \| von New Haven \| \| \| \| \| Strecke Worcester–Albany \| \| \| \| 0,00 \| Westfield MA \| Westfield MA \| \| \| \| Verbindung von Albany \| \| \| \| \| Güterbahnhof Westfield \| \| \| \| \| nach Shelburne Junction \| \| \| \| \| Straßenbahn Springfield (Southampton Road) \| \| \| \| \| Anschluss Waffenfabrik \| \| \| \| \| Interstate 90 \| \| \| \| \| Interstate 91 \| \| \| \| 12,59 \| Ingleside MA \| Ingleside MA \| \| \| \| Abzweig Hafenbahn \| \| \| \| \| Interstate 391 \| \| \| \| 16,61 \| Holyoke MA \| Holyoke MA \| \| \| \| von Springfield \| \| \| \| \| nach East Northfield \| \| |                         |                                            |                                            |
| Strecke (außer Betrieb) |                         | von New Haven                              | von New Haven                              |
| Kreuzung (Strecke geradeaus außer Betrieb) |                         | Strecke Worcester–Albany                   | Strecke Worcester–Albany                   |
| Bahnhof (Strecke außer Betrieb) | 0,00                    | Westfield MA                               | Westfield MA                               |
| Abzweig ehemals geradeaus und von links |                         | Verbindung von Albany                      | Verbindung von Albany                      |
| Dienststation / Betriebs- oder Güterbahnhof |                         | Güterbahnhof Westfield                     | Güterbahnhof Westfield                     |
| Abzweig geradeaus und nach links |                         | nach Shelburne Junction                    | nach Shelburne Junction                    |
| Kreuzung geradeaus unten (Querstrecke außer Betrieb) |                         | Straßenbahn Springfield (Southampton Road) | Straßenbahn Springfield (Southampton Road) |
| Abzweig geradeaus und nach links |                         | Anschluss Waffenfabrik                     | Anschluss Waffenfabrik                     |
| Strecke mit Straßenbrücke |                         | Interstate 90                              | Interstate 90                              |
| Strecke mit Straßenbrücke |                         | Interstate 91                              | Interstate 91                              |
| ehemaliger Haltepunkt / Haltestelle | 12,59                   | Ingleside MA                               | Ingleside MA                               |
| Abzweig geradeaus und nach rechts |                         | Abzweig Hafenbahn                          | Abzweig Hafenbahn                          |
| Strecke mit Straßenbrücke |                         | Interstate 391                             | Interstate 391                             |
| Betriebs-/Güterbahnhof Strecke ab hier außer Betrieb | 16,61                   | Holyoke MA                                 | Holyoke MA                                 |
| Abzweig ehemals geradeaus und von rechts |                         | von Springfield                            | von Springfield                            |
| Strecke |                         | nach East Northfield                       | nach East Northfield                       |

Die Bahnstrecke Westfield–Holyoke ist eine Eisenbahnstrecke in Massachusetts (Vereinigte Staaten). Sie ist rund 17 Kilometer lang und verbindet die Städte Westfield und Holyoke. Die normalspurige Strecke gehört der Pioneer Valley Railroad, die ausschließlich Güterverkehr auf ihr betreibt.

## Geschichte
Am 31. August 1869 wurde die Holyoke and Westfield Railroad Company gegründet. Sowohl Westfield als auch Holyoke waren zu diesem Zeitpunkt bereits an gut ausgebaute Hauptstrecken angeschlossen. Die Industriebetriebe im Norden und Nordosten von Westfield und im Westen von Holyoke waren jedoch von diesen Strecken weit entfernt, sodass eine Verbindungsstrecke geplant war, die die beiden Städte verbinden und die Güterkunden entlang der Strecke bedienen sollte. Die Strecke wurde im Oktober 1871 eröffnet und von Beginn an durch die New Haven and Northampton Railroad gepachtet und als Zweigstrecke („Holyoke Branch“) ihrer durch Westfield führenden Strecke betrieben. Verbindungsgleise bestanden in Westfield zur Hauptstrecke der Boston and Albany Railroad und in Holyoke zur Strecke der Connecticut River Railroad.
Pacht und Betriebsführung oblagen ab dem 1. April 1887 der New York, New Haven and Hartford Railroad, die die New Haven&Northampton übernommen hatte. Sie kaufte im November 1929 die Strecke und die Holyoke&Westfield wurde aufgelöst. Bereits 1921 war der Personenverkehr auf der Strecke eingestellt worden. Als die Bahngesellschaft 1969 von Penn Central übernommen wurde, ging auch die Betriebsführung des Holyoke Branch auf diese Gesellschaft über. Sie wurde 1976 ihrerseits durch Conrail abgelöst. Conrail verkaufte die Strecke 1982 an die Pioneer Valley Railroad, die seither den Güterverkehr betreibt.

## Streckenbeschreibung
Die Strecke zweigt am Güterbahnhof Westfield aus der Bahnstrecke New Haven–Shelburne Junction ab und biegt zunächst in Richtung Osten ab. In Westfield gehört eine Waffenfabrik zu den Güterkunden der Bahnstrecke. Nach Verlassen des Stadtgebiets von Westfield biegt die Strecke nach Norden ab und führt durch ein Waldgebiet bis zum Ashley Pond, an dessen Südufer sie nun wieder ostwärts nach Holyoke verläuft. Im Stadtteil Ingleside biegt sie wiederum nach Norden ab und führt nun parallel zum Connecticut River bis ins Stadtzentrum von Holyoke. Am Südrand des Zentrums zweigt die Hafenbahn ab, über die die Züge bis etwa 2000 auch die Bahnstrecke Springfield–East Northfield erreichen konnten. Die ursprüngliche Verbindungsstrecke zu dieser Bahnlinie jenseits des Endbahnhofs Holyoke war bereits in der Zeit der Penn Central (1969–1976) stillgelegt worden. Der Endbahnhof befindet sich am Holyoke Heritage State Park.

## Personenverkehr
1881, noch vor der Übernahme durch die New York, New Haven and Hartford Railroad, verkehrten drei werktägliche Zugpaare auf der Strecke, die in Westfield Anschluss an Züge in Richtung New Haven hatten. Daran änderte sich viele Jahre nichts, erst Mitte der 1910er Jahre kam ein viertes Zugpaar hinzu. Mit Ende des Ersten Weltkrieges ging das Fahrgastaufkommen durch den zunehmenden Individualverkehr jedoch sprunghaft zurück, sodass 1920 nur noch ein Zugpaar angeboten wurde und der Personenverkehr spätestens 1921 gänzlich eingestellt wurde.